# 杉戸銀行
杉戸銀行（すぎとぎんこう）は、かつて存在した銀行。埼玉りそな銀行の源流企業のひとつ。

## 沿革
杉戸町は古利根川沿いに古くから日光街道の交通の要衝として栄え、江戸時代は奥州街道の宿駅として繁栄した。江戸期から舟運の中継の要衝として杉戸の町が栄えた。明治以降はこれといっても産物のない町だった。
杉戸銀行は1900年（明治33年）10月14日、専務取締役渡辺勘左衛門、取締役木村虎蔵、長瀬清一郎、鈴木兵右衛門、田村新蔵、市川佐五右衛門他、監査役新井愛太郎、田中源太郎、関根甲子三郎という地元の名士が連ねて開業した。設立時の資本金は10万円だった。折りしも、東武鉄道が杉戸駅（現・東武動物公園駅）を開業し、それと共に次第に舟運から陸送（鉄道）の輸送に切り替わり始めてきた。
1902年（明治35年）の下記の報告書によると資本金10万円（うち払込31,000円）積立金1,150円、総預金55,968円、定期預金20,198円、当座預金2,265円、貯蓄預金3688円、その他預金29,817円、貸付金17,341円、割引手形12,106円、有価証券1,018円、現金預貯金58,963円、純益金1,963円を上げてそのうちから積立金500円、賞与金100円、株式配当年8分、1200円の配当出している。この年10月には茨城県猿島郡古河町（現在の茨城県古河市）に支店を開業した。古河町に支店を開業したのは杉戸町には思うような融資先が無く当時の古河町は生糸の生産地と生糸の関連産業も多い地域であり、杉戸銀行の経営陣も絶好な融資先を模索していた。杉戸から奥州街道沿いに北24km程の所であり物理的にも好条件であった。1902年（明治35年）の報告書によれば役員ならびに従業員は13名で役員を除いた行員は3名だったようである。
第一次世界大戦中からその後にかけて各他の銀行は競って増資行っていたなかにあって杉戸銀行だけは以前創立当時の資本金10万円のままであった。1927年（昭和2年）公布の旧銀行法（現在の銀行法とは異なる。）によって無資格銀行となった。このため忍商業銀行に合併を申し入れ1928年（昭和3年）8月20日合併契約が成立した。このときの杉戸銀行の本店の預金は89万円、貸付金11万円、古河支店の預金18万円、貸付金23万円であった。当時忍商業銀行は積立繰越金88万円余、含み利益40万円の純益を上げていた。忍商業銀行は払込資本金100万5,000円に対し12割8分の内部留保を持っていた。合併条件は杉戸銀行の払込資本金10万円を7万円に減額し残る3万円のうち不良資産償却などに5,000円、株主交付金7,000円（1株3円50銭）とすることになった。古河支店は合併と同時に閉鎖しこの負債総額を現金で忍商業銀行に支払うというものであった。こうして1928年（昭和3年）10月21日に杉戸銀行は消滅した。

## 参考書籍
- 杉戸町史
- 埼玉銀行史（埼玉銀行・1968年出版）
- 新編埼玉県史